# Відбивання корисних копалин
Відбива́ння кори́сних копа́лин (породи) (рос. отбойка полезного ископаемого (породы), англ. breaking, cutting; Abbau m, нім. Gewinnung f, Abschlagen n) — відокремлення частини корисної копалини (породи) від масиву шляхом прикладання зовнішньої сили з одночасним дробленням та подрібненням її для наступного переміщення по гірничих виробках.

## Способи
Застосовують такі способи відбивання корисних копалин або породи:
- висаджувальний — з використанням енергії хімічного перетворення вибухової речовини, металевих патронів з рідкою вуглекислотою (кардокс), стисненим повітрям (аеродокс), обмінними солями (гідрокс) або речовин з різним хімічним складом (хемікол);
- механічний;
- гідравлічний;
- гідровибуховий (висаджувальногідравлічний, вибухогідравлічний) — у свердловину після введення заряду ВР через особливу насадку нагнітають воду під тиском 0,98—2,5 МПа. В результаті вибуху тиск води значно зростає — проникаючи в тріщини вона руйнує вугілля.

Нагнітання і герметизація свердловини здійснюється за допомогою гідрозатвору (який встановлюється на гирлі свердловини) з автоматичною синхронною роботою розпірного і герметизуючого вузлів.